# Монтобан-де-Бретань
Монтобан-де-Бретань (фр. Montauban-de-Bretagne) — коммуна на северо-западе Франции, находится в регионе Бретань, департамент Иль и Вилен, округ Ренн, центр одноименного кантона. Расположена в 28 км к западу от Ренна. Через территорию коммуны проходит национальная автомагистраль N12. В 1,5 км к югу от центра коммуны находится железнодорожная станция Монтобан-де-Бретань линии Париж-Брест.
Население (2018) — 5 946 человек. 

## История
Монтобан существует с VIII века и сначала назывался Сен-Элуа. Святой Элигий (Элуа) по-прежнему является его покровителем. По преданию, Святой Элигий, посетив в VII веке короля Бретани Юдикаэля, оставил у местных жителей столь яркие и светлые впечатления, что позже они построили в его честь храм. В XII веке местных граф построил на белом холме, образованном ракушечником, замок, получивший название "Mons Albanus" (le Mont Blanc), позже превратившийся в Монтобан.
Население коммуны поддержало изменения, внесенные Великой Французской революцией, особенно после прекращения террора. Главный революционный праздник — годовщина казни Людовика XVI, сопровождаемая клятвой ненависти к королевству и анархии, отмечается с 1795 года, так же как и годовщина образования Республики. 
В 1995 году коммуна стала называться Монтобан-де-Бретань

## Достопримечательности
- Шато Монтобан XIII—XV веков
- Часовня Нотр-Дам-де-Ланнелу XV века
- Готическая церковь Святого Элигия середины XIX века
- Особняк Виль-Коттерель XVII века, в настоящее время здание мэрии

## Экономика
Структура занятости населения:
- сельское хозяйство — 3,9 %
- промышленность — 30,2 %
- строительство — 8,0 %
- торговля, транспорт и сфера услуг — 36,1 %
- государственные и муниципальные службы —21,7 %

Уровень безработицы (2018) — 6,9 % (Франция в целом —  13,4 %, департамент Иль и Вилен — 10,4 %). 

Среднегодовой доход на 1 человека, евро (2018) — 22 380 (Франция в целом — 21 730, департамент Иль и Вилен — 22 230).).

## Демография
Динамика численности населения, чел.

## Администрация
Пост мэра Монтобан-де-Бретань с 2014 года занимает социалист Серж Жалю (Serge Jalu). На муниципальных выборах 2020 года возглавляемый им левый список победил в 1-м туре, получив 66,13 % голосов.
| Период | Период | Фамилия    | Партия                                                   | Примечания          |
| ------ | ------ | ---------- | -------------------------------------------------------- | ------------------- |
| 1972   | 1998   | Ив Делаэ   | Разные правые                                            | торговец вином      |
| 1998   | 2008   | Клод Базен | Союз за французскую демократию Союз за народное движение |                     |
| 2008   |        | Серж Жалю  | Социалистическая партия                                  | налоговый инспектор |

## Города-побратимы
- Бишберг, Германия

## Галерея

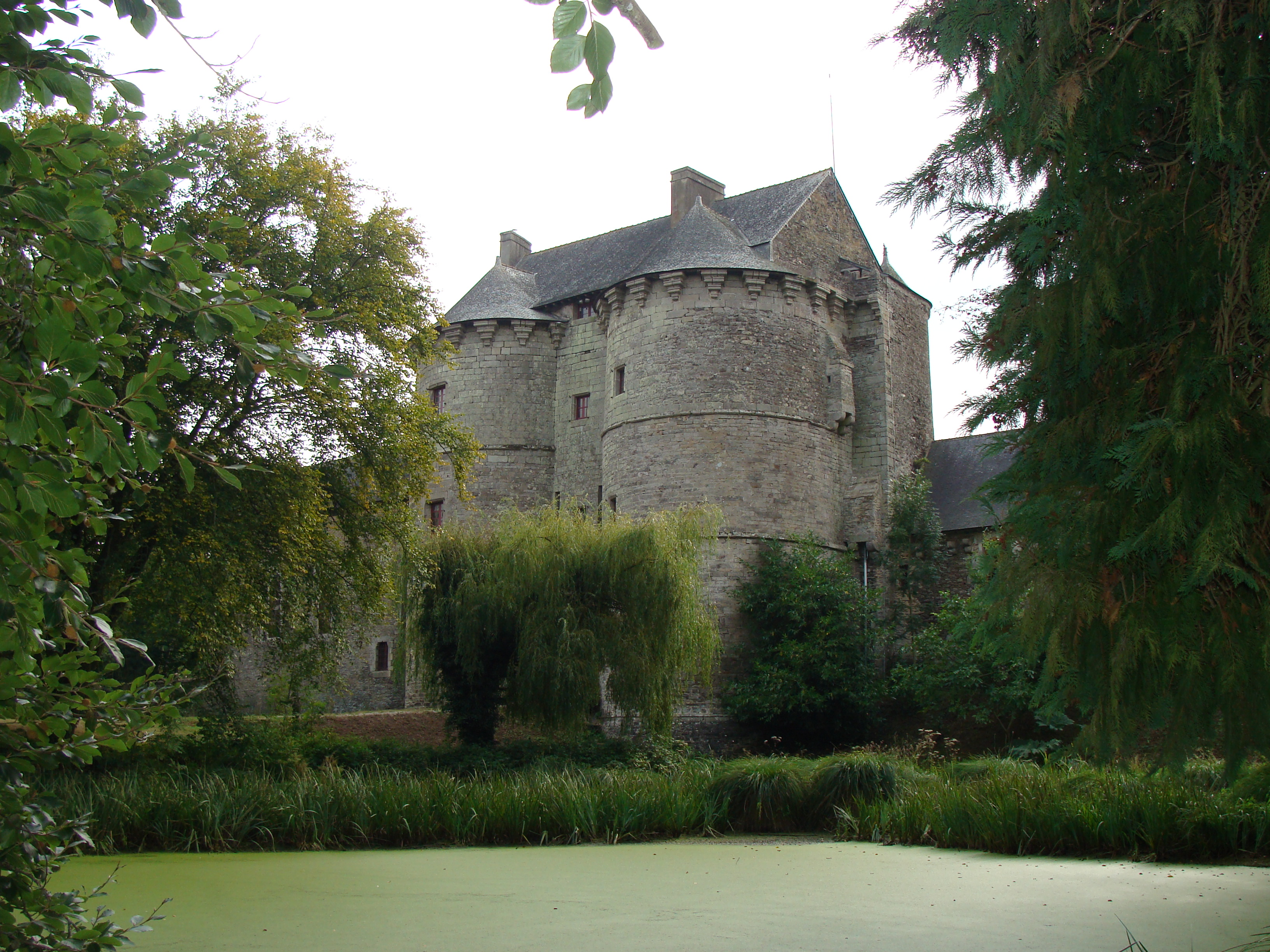
Шато Монтобан
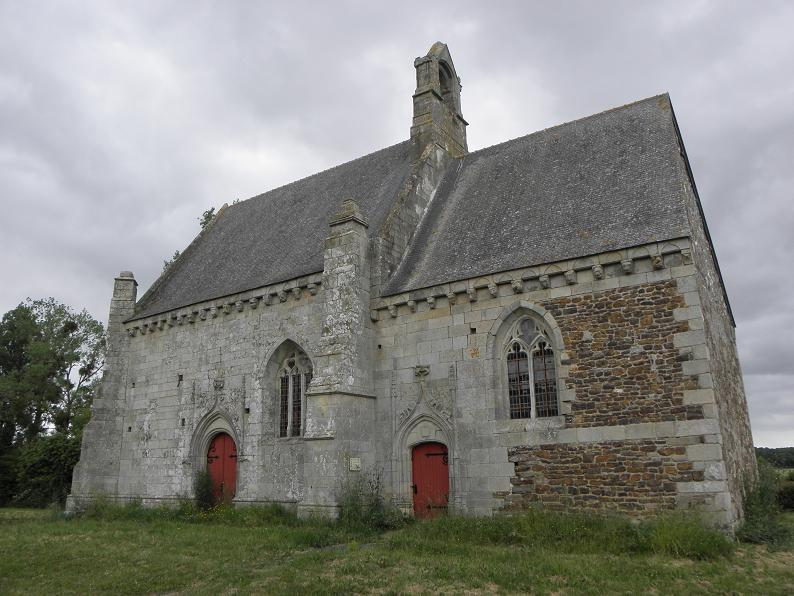
Часовня Нотр-Дам-де-Ланнелу
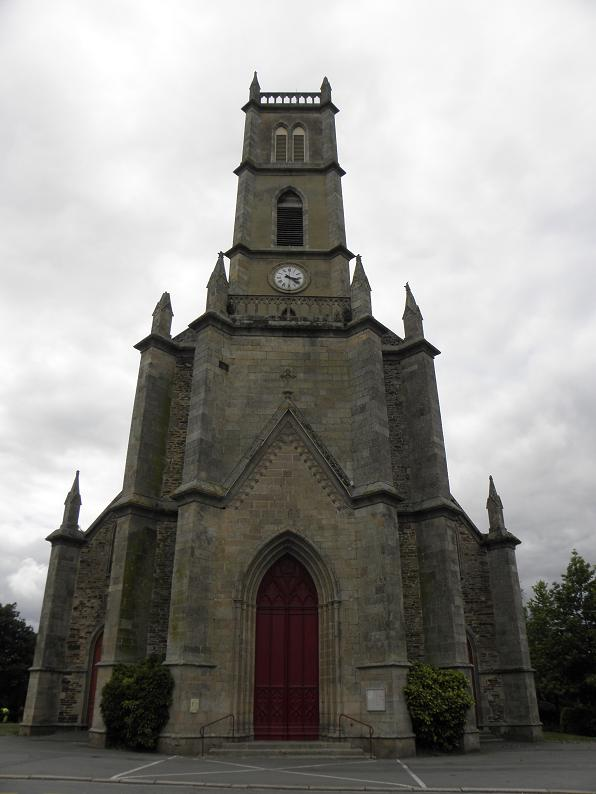
Церковь Святого Элигия